# Hilfswerk Österreich
Das Hilfswerk Österreich ist mit seinen Landesverbänden und dem Hilfswerk International einer der größten österreichischen Anbieter sozialer Dienstleistungen.

## Geschichte
Die historischen Ursprünge des Hilfswerks liegen in der Nachkriegszeit. Die Vorläuferorganisationen des Hilfswerks nahmen sich speziell der Bekämpfung der Nöte der Bevölkerung nach dem Krieg an, organisierten Nahrungsmittelaktionen, Kindererholungsaktionen und Heimkehrerhilfe. In den 1960er-Jahren verschoben sich die Schwerpunkte der Arbeit in Richtung des Ausbaus sozialer Beratungsleistungen, des Aufbaus von Tagesheimstätten, der Verteilung von Geld- und Sachspenden, der Hochwasserhilfe und verschiedener Weihnachtsaktionen. In den 1970er-Jahren erfolgte der Wandel hin zu jenen Dienstleistungen, die bis heute tragende Elemente der Arbeit des Hilfswerks sind: „Essen auf Rädern“, mobile Pflege- und Betreuungsdienste, Tagesmüttern sowie Nachbarschaftsarbeit. Mit der Legalisierung der 24-Stunden-Betreuung in Österreich im Jahr 2007 nahm das Hilfswerk die Vermittlertätigkeit von 24-Stunden-Betreuungskräften vorwiegend aus dem benachbarten Ausland auf. Seit 2014 wird unter dem Namen „Keep Balance“ Unternehmen ein externes Beratungs- und Coachingservice für Mitarbeiterinnen und Mitarbeiter angeboten.

## Überblick
Der gemeinnützige, überparteiliche und überkonfessionelle Verein beschäftigt 10.519 Mitarbeiter. Die größten Geschäftsbereiche sind Pflege und Altenbetreuung, Kinderbetreuung und Jugendarbeit,  (Psycho-)Soziale Arbeit sowie Beratung und Bildung. Im Bereich der mobilen Pflege zu Hause ist das Hilfswerk mit einem Marktanteil von rund 22 Prozent Marktführer. International ist das Hilfswerk  International als Hilfsorganisation in Krisengebieten aktiv. Seit 1998 wird das Hilfswerk von Präsident Othmar Karas geführt. Insofern wird die Hilfsorganisation den ÖVP-nahen Vereinigungen zugerechnet und zählt neben der sozialdemokratischen Volkshilfe, der katholischen Caritas, der evangelischen Diakonie und dem Roten Kreuz zu den fünf großen Hilfsorganisationen in Österreich. Diese arbeiten seit 1995 in der Bundesarbeitsgemeinschaft Freie Wohlfahrt (BAG) zusammen, um gemeinsame sozialpolitische Anliegen zu artikulieren sowie eine Verbesserung der Rahmenbedingungen für die Arbeit privater gemeinnütziger Träger in Österreich zu erreichen. Seit 1997 ist das Hilfswerk Mitglied der Sozialwirtschaft Österreich – Verband der österreichischen Sozial- und Gesundheitsunternehmen (früher BAGS), der Berufsvereinigung von Arbeitgebern für Gesundheits- und Sozialberufe in Österreich, die den Kollektivvertrag für insgesamt fast 90.000 Beschäftigte verhandelt und abschließt.
Das Hilfswerk unterstützte 2017 regelmäßig mehr als 31.000 alte und kranke Menschen durch Hilfe und Pflege daheim, zusätzlich wurden 880 Personen im Rahmen der 24-Stunden-Betreuung rund um die Uhr zu Hause betreut. 5.988 Kinder wurden von Tagesmüttern, 12.979 Kinder in Betreuungseinheiten betreut.

## Dienstleistungen
Das Hilfswerk unterstützte 2017 Menschen angepasst an die jeweiligen Betreuungsbedürfnisse durch 1.066 diplomierte Gesundheits- und Krankenpfleger, 1.329 Alten- und Pflegehelfer, 2.111 Heim- und Haushilfen und 210 Therapeuten durch Hilfe und Pflege daheim. Pflegende Angehörige werden unterstützt durch Pflegeberatungen und -kurse, Selbsthilfegruppen und Kurzzeitpflege. Beratungszentren unterstützen Familien in Krisensituationen, wie Arbeitslosigkeit, Verschuldung, Partnerschaftskrisen, Erziehungsprobleme, Trennungssituationen, Lernschwierigkeiten oder Depressionen.
Der Verein ist mit 667 Tagesmüttern und -vätern  der größte Anbieter von Tagesmüttern und -vätern in Österreich. Weitere Angebote für Familien umfassen Kindernester, Spielgruppen, Kindertreffs, Kindergärten, Nachmittagsbetreuung und Horte, oft in Partnerschaft mit Gemeinden und Schulen. Das EU-Projekt „Kinderbetreuung am Bauernhof“ wurde 2005 abgeschlossen. Für die bäuerliche Familie ergaben sich neue Erwerbschancen.
Außerdem bietet er ein Programm für Jugendliche mit Schulproblemen an, wie Lernbegleitung, Nachhilfe, Diagnostik, Kurse „Lernen lernen“, aber auch Jugendzentren und Unterstützung für Jugendliche mit besonderen Problemen.

## Internationale Hilfe
Das Hilfswerk International organisiert und unterstützt seit 1978 Projekte in den Bereichen Entwicklungszusammenarbeit, Katastrophenhilfe und Wiederaufbau in Afrika, Zentralasien, Lateinamerika, im Südkaukasus und im Nahen Osten. Die Entwicklungs- und Nothilfeprojekte werden in enger Zusammenarbeit mit der jeweils lokalen Bevölkerung umgesetzt, um die Sinnhaftigkeit und Nachhaltigkeit aller Tätigkeiten zu gewährleisten. Die Wirksamkeit der umgesetzten Aktivitäten ist durch die Grundsätze Empowerment, Community Innovation und Zusammenarbeit auf Augenhöhe garantiert. Mit weltweit rund 120 Mitarbeitern setzt Hilfswerk International jährlich ca. 45 Entwicklungsprojekte in bisher insgesamt 68 verschiedenen Ländern um.  Die Schwerpunkte liegen auf:
- Katastrophenhilfe
- Wiederaufbau
- Gesundheit
- Landwirtschaft, Ernährungssicherung und Umwelt
- Bildung
- Wasser und Strom
- Soziales und Recht
- Wirtschaftliche Entwicklung

Die Grundsätze von Hilfswerk International lauten
- Hilfe zur Selbsthilfe
- Förderung sozialer, wirtschaftlicher, demokratischer und ökologischer Entwicklung
- Zusammenarbeit mit der österreichischen Wirtschaft[6]

Das Hilfswerk International finanziert seine Arbeit durch öffentliche nationale und internationale Projektgelder für Entwicklungszusammenarbeit und Katastrophenhilfe sowie durch private Spenden, Sponsoring und Corporate Social Responsibility (CSR)-Partnerschaften. Im Jahr 2017 betrug der Gesamtaufwand von Hilfswerk International 8.250.853 Euro, davon entfielen insgesamt 7.362.853 Euro auf die Projektarbeit. 4,1 % wurden für Fundraising und 6,7 % für die Verwaltung eingesetzt.

## Finanzierung
Der Umsatz lag im Jahr 2017 bei 304,95 Mio. Euro und ist in den vergangenen Jahrzehnten stark angestiegen (2010: 221,84 Mio. Euro; 2000: 115,55 Mio. Euro; 1990: 12,72 Mio. Euro). Die Mittelherkunft stammt zum überwiegenden Teil aus Leistungsentgelten. Diese kommen zu knapp 2/3 aus öffentlichen Mitteln und zu ca. 1/3 aus privaten Mitteln. Spenden tragen lediglich 1,2 % zur Finanzierung des Umsatzes bei.

## Publikationen
Das Hilfswerk gibt eine vierteljährliche Zeitschrift mit dem Titel „Hand in Hand“ heraus. Die Gesamtauflage beträgt 100.000 Stück und wird zu über 90 % direkt versandt. Inhalte von „Hand in Hand“ sind Informationen und Service zu Familien- und Erziehungsthemen, Gesundheitsangebote für Familien und Senioren, Alltag im Alter, sozialer und familiärer Service und gesellschaftliche Themen.
Außerdem veröffentlicht das Hilfswerk Broschüren zu Themen wie „Kindererziehung“, „Medienerziehung“, „Spielen macht schlauer“, „Seelen.Leben - Seelische Gesundheit“, „Bewegung im Alter“, „Thrombose“, „Osteoporose“, „Rheuma“, „Leben mit chronischen Schmerzen“, „Kindersicherheit“, „Aktiv & Fit durch gesunde Ernährung“ „Sturzprävention“, „Demenz“, „Pflege zu Hause“ und „Inkontinenz“.